# Nedåtgående hund
Nedåtgående hund (sanskrit: Adho mukha svanasana) är en yogaposition. Den stärker coremusklerna och förbättrar blodcirkulationen samtidigt som den ger en  stretch för hela kroppen. Den kombinerar således både styrka och stretch. Positionen ingår i solhälsningen.
Nedåtgående hund stärker handleder, armar och axlar samtidigt som den stretchar handleder, hamstrings och hela baksidan av kroppen. Eftersom positionen förlänger ryggraden motverkar den effekterna av långvarigt sittande och förbättrar hållningen.